# エレクトロケミカルマイグレーション
エレクトロケミカルマイグレーション (electrochemical migration) とは、電気回路上の電極間の絶縁性が電気的、化学的また熱等の要因により不良となり、電極金属がイオンとして溶出・還元されることで短絡を起こす現象である。エレクトロマイグレーションと似ているが、化学的及び熱的要因を伴うという点で異なっている。エレクトロケミカルマイグレーションはアメリカ電子回路協会 (IPC) の定義した用語で、日本ではイオンマイグレーションと呼称される場合が多い。

## 歴史
エレクトロマイグレーション（以下、IPC-9201に従いEMgとする）に関する最初の論文は1955年に発表され、この中では silver migration と呼ばれていた。その後IPCが、半導体内部における電気的要因によるマイグレーションのみをEMgと呼称し、半導体実装部における、外的要因を伴うマイグレーションをエレクトロケミカルマイグレーション（以下、同様にECMgとする）と定義した（IPC-TR-467A-1995）。
国内においては電気学会が、電気学会技術報告559号において、IPCの定義とほぼ同時期にイオンマイグレーションを定義し、国内ではこの呼び方が一般的となった。
その後2007年、JPCA規格上においてECMgとイオンマイグレーションの統一が行われ、「エレクトロケミカルマイグレーション（イオンマイグレーション併記）」とされた（JPCA-ET01–09）。

## 概要
ECMgは主に半導体の一次実装において問題提起されるため、プロセスサイズ的にはEMgより大きく、TCPやCOF等の実装形態が主流となるまでは、それほど表面化した問題とならなかった。
しかし今日において、実装基板上の配線がナノメートルのオーダーへ近づいた事で急速に浮上し、半導体実装技術においてひとつのテーマとなっている。近年のアンダーフィル材の特許には、環境加速特性として同項目の耐性を明記したものが増えている。
ECMgのテスト環境は環境加速試験であり、方式としては高温高湿常圧のHHBT (high temperature and high humidity benchmark test) および、HAST (highly accelerated temperature and humidity stress test)、また高温高圧のPCT (pressure cooker test) などが用いられる。サイクル試験を用いるものは少ない。バイアス電圧を印加した試料片を各条件のチャンバー内に相当時間放置し、常時装置で抵抗値を測定、分布法などを用い解析する方法や、一定時間の放置後取出し、測定を行う方法などがある。
ECMgの対策方法には、実装部分や配線部分をエポキシ樹脂等の封止材で覆ってしまう方法が一般的となっている他、抑制剤の添加などがある。
尚、ECMgを起こした部分の観察はEMgと違い、配線の太さから発生箇所の観察は金属顕微鏡等の光学顕微鏡で行える。マイグレーション自体の観察には走査型電子顕微鏡 (SEM) などの電子顕微鏡や共焦点レーザー顕微鏡などが用いられる点はEMgと同じである。